# The Walking Dead: Season Two
The Walking Dead: Season Two is een action-adventure point-and-clickcomputerspel, ontwikkeld en uitgegeven door Telltale Games in Europa op 18 december 2013 voor op Microsoft Windows, OS X, PlayStation 3, Xbox 360, iOS, PlayStation Vita en Ouya. Het spel is gebaseerd op de strip The Walking Dead en een vervolg op het computerspel The Walking Dead.

## Verhaal
Clementine, een hoofdpersoon uit het vorige seizoen, is de protagonist in seizoen twee. Dankzij Lee Everett, heeft zij de zombies tot nu toe overleefd. De verhaallijn is heel breed en is volledig afhankelijk van de keuzes die zijn gemaakt in The Walking Dead downloadbare inhoud 400 Days en tijdens dit spel. Dit is dan ook een algemene beschrijving.

### Episode 1: All That Remains (17 december 2013)
Sinds Lee's dood heeft Clementine Omid en Christa weer kunnen vinden. Christa is hoogzwanger en het stel rust bij een verzorgingsplaats om zichzelf schoon te kunnen maken. Omid wordt doodgeschoten door een rover. Vlak daarna doodt Christa de rover.
Het verhaal springt 16 maanden verder waar Christa haar kind verloren is. Wanneer ze alweer aangevallen worden door rovers, worden Clementine en Christa opgesplitst. Tijdens haar zoektocht naar voedsel wordt Clemetine gebeten door een hond. Later komen er zombies op de bloedgeur af, maar ze wordt gered door een twee mannen genaamd Luke en Pete, die zich in een huisje ophouden. De rest van de groep bestaat uit Petes neefje Nick, Carlos en zijn dochter Sarah en het echtpaar Alvin en Rebecca, die hoogzwanger is. Ze denken dat Clementine door een zombie is gebeten en uit voorzorg sluiten ze haar op. Clementine breekt uit de schuur en steelt spullen om haar arm te kunnen hechten. De volgende dag worden Pete, Nick en Clementine tijdens het jagen aangevallen door zombies en Pete wordt gebeten. (De speler heeft de keuze om Nick of Pete te redden. Wanneer Nick gered wordt, wordt Pete verslonden door zombies. Wanneer Pete gered wordt, blijkt hij gebeten te zijn en sterft alsnog. Nick weet zichzelf dan te redden.)

### Episode 2: A House Divided (4 maart 2014)
Wanneer een deel van de groep op zoek gaat naar voedsel zien Clementine en Sarah een man rondsluipen rond hun huis. Ze herkennen de persoon en de groep maakt zich klaar om te vluchten uit hun huis. De groep gaat naar een skihut waar een man wordt doodgeschoten door Nick. Bij de hut ontdekken ze drie andere overlevenden: Kenny (uit seizoen één), Kenny's nieuwe vriendin Sarita en een man genaamd Walter. De groep besluit om daar te tijdelijk te blijven, maar vertrouwt de nieuwelingen niet. Zo merkt Clementine dat Kenny is veranderd.
Luke ontdekt dat de man die doodgeschoten werd door Nick de partner was van Walter. Clementine probeert ruzies te voorkomen maar door de komende storm worden er zombies richting de hut gelokt door de windmolen die ernaast staat. (Indien Clementine vertelt dat Nick verantwoordelijk voor de dood van Walters partner was, besluit Walter om Nick aan zijn lot over te laten, waardoor hij sterft). De twee groepen worden gered door een derde groep, die de groep van Carver blijkt te zijn, de persoon die rond de hut van Clementine's groep sloop. Ze worden allemaal gevangengenomen door Carver. Kenny doodt een van Carvers mannen. Als reactie hierop doodt Carver Walter. (De speler heeft de keuze om te proberen Carver door Kenny dood te laten schieten, of om Kenny zich gedeisd te laten houden. Indien Kenny Carver probeert dood te schieten, mislukt dit en schiet Carver Alvin dood. Anders overleeft Alvin dit). De rest van de groep geeft zich over, waarna Carver iedereen voorbereidt om verplaatst te worden naar zijn kamp.

### Episode 3: In Harm's Way (13 mei 2014)
Het blijkt dat de groep die zich in het huisje ophield ooit deel was van Carvers groep, maar dat ze de druk die Carver op hen legde niet meer aankonden en daarom vluchtten. In het kamp van Carver, een verlaten doe-het-zelfzaak met een aangebouwde kas, worden Clementine en de overlevenden gevangengezet. De groep wordt herenigd met Reggie, een lid van Carvers gemeenschap, die hen had geholpen te ontsnappen en nu ook een gevangene is. De volgende dag wordt iedereen aan het werk gezet. Clementine, Sarah en Reggie moeten in de kas werken. Wanneer Sarah haar werk niet goed uitvoert, krijgt Reggie de schuld en wordt door Carver van een gebouw afgegooid. Ook slaat hij Kenny zo erg in elkaar dat Kenny een oog verliest en mogelijk hersenschade heeft opgelopen.
Luke, die niet aanwezig was toen Carver hen gevangennam, is hen gevolgd naar Carvers kamp en probeert hen te helpen ontsnappen. Een overlevende in Carvers gemeenschap, Bonnie, blijkt ook weg te willen en helpt Clementine met de taken die Luke haar heeft opgedragen. Wanneer Clementine in Carvers kantoor inbreekt (en Alvin niet gestorven is in de vorige episode), ontdekt ze een gewonde Alvin, die vastgebonden zit. Het is mogelijk dat Rebecca van Carver zwanger is, en niet van Alvin, en Carver wil weten wat waar is. Wanneer een van Carvers mannen binnenkomt, schiet Alvin hem neer. Die reageert door Alvin dood te schieten. (Indien Alvin al gestorven is tijdens de vorige episode, komt Carvers handlanger niet binnen en wordt hij ook niet neergeschoten)
De groep weet uiteindelijk te ontsnappen, en Bonnie gaat met hen mee, net als twee andere gevangenen, Mike en Jane. Voordat ze maken dat ze wegkomen, besluit Kenny om Carver op gruwelijke wijze te doden. Tijdens het de ontsnapping wordt Carlos doodgeschoten door Carvers mensen en wordt Sarita gebeten door een zombie (de speler heeft de keuze om Sarita's arm te amputeren of niet. Als de speler de arm amputeert, sterft ze ter plekke door bloedverlies). Ook raken Nick (indien hij nog leeft), Sarah en Luke gescheiden van de rest.

### Episode 4: Amid the Ruins (22 juli 2014)
De rest van de groep hergroepeert zich in een monumentenpark. Rebecca staat op het punt van bevallen en is er slecht aan toe. Ook Sarita (indien nog in leven) is door haar beet ernstig ziek en sterft kort daarna, wat Kenny gek van verdriet maakt. Clementine en Jane vinden Luke, Nick en Sarah in een woonwagenkamp. Wanneer Nick niet stierf bij de hut, blijkt hij gebeten te zijn en is hij in een zombie veranderd, maar Luke kan succesvol gered worden. (De speler heeft de keuze om Sarah te redden of niet). Terug bij het monumentenpark overvallen Clementine en Jane een Russische jongen genaamd Arvo voor medicijnen. De groep besluit zich op een verhoogde observatiehut op te houden, waar Rebecca bevalt van een jongen die ze AJ (Alvin Junior) noemen. Vervolgens wordt de groep aangevallen door zombies (indien Sarah gered werd in het woonwagenkamp, zullen de zombies haar hier doden). De winter nadert en de groep besluit verder te trekken, maar Rebecca, die ernstig verzwakt is, sterft. Vervolgens worden ze overvallen door Russische mensen die bij Arvo horen.

### Episode 5: No Going Back (26 augustus 2014)
Na een korte schietpartij weet de groep van Clementine de groep Russen te doden, maar Luke en Mike zijn gewond geraakt. Na de schietpartij nemen ze Arvo mee. Wanneer ze een bevroren rivier proberen over te steken, zakt Luke door het ijs en verdrinkt. (De speler heeft de keuze om te proberen Luke te redden, of Bonnie dekking te geven wanneer zij Luke probeert te redden. Indien de speler besluit om Bonnie dekking te geven, zal zij met Luke meegesleurd worden en ook verdrinken). Ze komen aan bij een verlaten huis en nemen hun intrek, waar Kenny zich extreem agressief gedraagt. Mike, Arvo en Bonnie (indien nog in leven) trekken het niet meer en besluiten de groep te verlaten, waardoor alleen Kenny, Jane, Clementine en AJ nog over zijn. Ze vertrekken en gaan op weg naar Wellington, Ohio, waar een veilige gemeenschap is. Onderweg komt de auto vast te zitten in een sneeuwstorm en raakt Clementine gescheiden van Kenny en Jane. Wanneer ze hen vindt, zijn de twee in een gevecht verzeild geraakt.

Op dat moment zijn er vijf mogelijke eindes:
- De speler grijpt niet in bij het gevecht en Kenny doodt Jane. Clementine, Kenny en AJ bereiken Wellington, waar ze te horen krijgen dat Kenny niet welkom is, maar Clementine en AJ wel. Clementine wil liever bij Kenny blijven en het drietal trekt verder.
- De speler grijpt niet in bij het gevecht en Kenny doodt Jane. Clementine, Kenny en AJ bereiken Wellington, waar ze te horen krijgen dat Kenny niet welkom is, maar Clementine en AJ wel. Clementine besluit om met AJ naar binnen te gaan en Kenny achter te laten.
- De speler grijpt in en schiet Kenny dood. Clementine, Jane en AJ gaan terug naar Carvers kamp, dat nu verlaten is. Een driekoppige familie arriveert en vraagt om onderdak. Clementine besluit hen binnen te laten.
- De speler grijpt in en schiet Kenny dood. Clementine, Jane en AJ gaan terug naar Carvers kamp, dat nu verlaten is. Een driekoppige familie arriveert en vraagt om onderdak. Clementine weigert hen toegang.
- Wanneer de speler te laat ingrijpt en Kenny pas doodschiet wanneer hij Jane heeft gedood, Kenny doodschiet en Jane vervolgens achterlaat of Kenny Jane laat doden en Kenny vervolgens achterlaat, zullen Clementine en AJ alleen verdergaan en rondtrekken.